# Археолошко налазиште Бели брег
Археолошко налазиште Бели брег је археолошки локалитет који се налази у селу Брестовик, општини Гроцка у граду Београду.
Локалитет се налази на тридесет осмом километру пута Београд—Смедерево, са десне стране у атару села Брестовик. Приликом радова на путу који су вршени 1948. године, овде су откривени остаци једне гробнице, која је зидана од опека. У гробници нису нађени прилози, али око ње су откривени један већи, три мања суда и шест жижака, на основу чега је одређена старост гробнице. Претпостава се да датира из 3. века, а прилози из гробова који су настали у 10. или 11. веку потичу са истог локалитета и указују на могућност постојања раносрпске некрополе.
У његовој непосредној близини налази се археолошко налазиште Голи брег.